# Eliminatoria al Campeonato Juvenil de la AFC 1985
La Eliminatoria al Campeonato Juvenil de la AFC 1985 fue la fase de clasificación para la fase final del torneo que se disputó en los Emiratos Árabes Unidos para clasificar a la Copa Mundial de Fútbol Sub-20 de 1985.
La eliminatoria se dividió en dos zonas (oriental y occidental) de donde saldrían los 4 clasificados a la fase final del torneo.

## Zona Occidental
Los partidos se jugaron en Daman, Arabia Saudita en diciembre de 1984.

### Fase de grupos
|  | Clasifican a las Semifinales |

#### Grupo A
| País           | J | G | E | P | GF | GC | GD  | PTS |
| -------------- | - | - | - | - | -- | -- | --- | --- |
| Arabia Saudita | 4 | 2 | 2 | 0 | 8  | 2  | 6   | 6   |
| Baréin         | 4 | 2 | 2 | 0 | 6  | 2  | 4   | 6   |
| Catar          | 4 | 2 | 1 | 1 | 7  | 2  | 5   | 5   |
| Siria          | 4 | 1 | 1 | 2 | 7  | 4  | 3   | 3   |
| Pakistán       | 4 | 0 | 0 | 4 | 1  | 19 | -18 | 0   |

| Equipo 1       | Resultado | Equipo 2       |
| -------------- | --------- | -------------- |
| Pakistán       | 0-4       | Baréin         |
| Catar          | 4-0       | Pakistán       |
| Siria          | 0-2       | Catar          |
| Baréin         | 2-0       | Siria          |
| Arabia Saudita | 2-0       | Baréin         |
| Pakistán       | 1-4       | Arabia Saudita |
| Arabia Saudita | 2-1       | Catar          |
| Siria          | 7-0       | Pakistán       |
| Arabia Saudita | 0-0       | Siria          |
| Baréin         | 0-0       | Catar          |

#### Grupo B
| País          | J | G | E | P | GF | GC | GD | PTS |
| ------------- | - | - | - | - | -- | -- | -- | --- |
| UAE           | 3 | 2 | 1 | 0 | 4  | 0  | 4  | 5   |
| Kuwait        | 3 | 1 | 2 | 0 | 2  | 0  | 2  | 4   |
| Yemen del Sur | 3 | 1 | 0 | 2 | 2  | 4  | -2 | 2   |
| Irak          | 3 | 0 | 1 | 2 | 0  | 4  | -4 | 1   |

| Equipo 1      | Resultado | Equipo 2      |
| ------------- | --------- | ------------- |
| UAE           | 2-0       | Yemen del Sur |
| Yemen del Sur | 0-2       | Kuwait        |
| Kuwait        | 0-0       | UAE           |
| Yemen del Sur | 2-01      | Irak          |
| Irak          | 0-21      | UAE           |
| Kuwait        | 0-0       | Irak          |

1- Acreditada la victoria 2-0 debido a que los jugadores de Irak Ahmed Adnan y Muhammed Khalaf cambiaron sus uniformes sin autorización en cada uno de esos partidos.

### Tercer Lugar
| Equipo 1 | Resultado | Equipo 2 |
| -------- | --------- | -------- |
| Kuwait   | 2-0       | Baréin   |

### Final
| Equipo 1       | Resultado   | Equipo 2               |
| -------------- | ----------- | ---------------------- |
| Arabia Saudita | 1-1 (4-2 p) | Emiratos Árabes Unidos |

## Zona Oriental
Los partidos se jugaron en Daca, Bangladés.

### Fase de grupos
|  | Clasifican a las Semifinales |

#### Grupo A
| País          | J | G | E | P | GF | GC | GD | PTS |
| ------------- | - | - | - | - | -- | -- | -- | --- |
| Corea del Sur | 3 | 2 | 1 | 0 | 8  | 1  | +7 | 5   |
| Bangladés     | 3 | 2 | 1 | 0 | 3  | 0  | +3 | 5   |
| Singapur      | 3 | 1 | 0 | 2 | 2  | 5  | -3 | 2   |
| Hong Kong     | 3 | 0 | 0 | 3 | 0  | 7  | -7 | 0   |

| Equipo 1      | Resultado | Equipo 2      |
| ------------- | --------- | ------------- |
| Bangladés     | 1-0       | Singapur      |
| Corea del Sur | 4-0       | Hong Kong     |
| Hong Kong     | 0-2       | Bangladés     |
| Singapur      | 1-4       | Corea del Sur |
| Corea del Sur | 0-0       | Bangladés     |
| Singapur      | 1-0       | Hong Kong     |

#### Grupo B
| País      | J                  | G                  | E                  | P                  | GF                 | GC                 | GD                 | PTS                |
| --------- | ------------------ | ------------------ | ------------------ | ------------------ | ------------------ | ------------------ | ------------------ | ------------------ |
| China     | 3                  | 2                  | 1                  | 0                  | 10                 | 2                  | +8                 | 5                  |
| Tailandia | 3                  | 2                  | 1                  | 0                  | 6                  | 2                  | +4                 | 5                  |
| Indonesia | 3                  | 1                  | 0                  | 2                  | 1                  | 9                  | -8                 | 2                  |
| Japón     | 3                  | 0                  | 0                  | 3                  | 0                  | 4                  | -4                 | 0                  |
| Birmania  | Abandonó el Torneo | Abandonó el Torneo | Abandonó el Torneo | Abandonó el Torneo | Abandonó el Torneo | Abandonó el Torneo | Abandonó el Torneo | Abandonó el Torneo |

| Equipo 1  | Resultado | Equipo 2  |
| --------- | --------- | --------- |
| Japón     | 0-1       | China     |
| Indonesia | 1-0       | Japón     |
| China     | 2-2       | Tailandia |
| Tailandia | 2-0       | Indonesia |
| Japón     | 0-2       | Tailandia |
| Indonesia | 0-7       | China     |

### Semifinales
| Equipo 1  | Resultado   | Equipo 2      |
| --------- | ----------- | ------------- |
| Tailandia | 0-0 (4-2 p) | Corea del Sur |
| Bangladés | 0-1         | China         |

### Tercer Lugar
| Equipo 1  | Resultado | Equipo 2      |
| --------- | --------- | ------------- |
| Bangladés | 0-2       | Corea del Sur |

### Final
| Equipo 1  | Resultado | Equipo 2 |
| --------- | --------- | -------- |
| Tailandia | 1-2       | China    |

## Clasificados al Torneo Sub-20
| - China - Emiratos Árabes Unidos | - Arabia Saudita - Tailandia |